# Ilka Windish
Ilka Windisch, in den USA anglisiert zu Ilka Windish, (* 15. März 1925 in Wien, Österreich; † 28. Juni 1998 in Camarillo, Kalifornien, Vereinigte Staaten) war eine österreichische Schauspielerin beim überwiegend US-amerikanischen Film  und Fernsehen.

## Leben und Wirken
Ilka Windisch erhielt während des Zweiten Weltkriegs ihre Schauspielausbildung und wurde zur Truppenbetreuung an die Ostfront (bei Leningrad) entsendet. Wieder daheim in Wien, sollte sie auch beim Film eingesetzt werden, jedoch kam es bis Kriegsende nicht mehr dazu. Im Frieden hielt sie sich mit Kabarettauftritten über Wasser, ehe Ilka Windisch den US-amerikanischen Kriegskorrespondenten Joseph Israels kennen lernte und 1946 heiratete. 1947 ließ sich das Ehepaar in New York nieder. Das Heimweh trieb Windisch 1950 zurück nach Wien, wo sie in vor Ort entstandenen US-Produktionen (The Magic Face, No Time for Flowers) wie auch österreichischen Inszenierungen, darunter zwei neoveristische Filme Kurt Steinwendners (Wienerinnen, Flucht ins Schilf), mitwirkte.
Als Joseph Israels 1954 starb, kehrte Ilka Windisch, die nun ihren Namen zu Windish amerikanisierte, in den USA wieder vor die Kamera zurück und trat, nach ihrer Babypause 1956, als Gast in einer Reihe von Einzelproduktionen mehrerer populärer Fernsehserien wie Bonanza, Rauchende Colts und Ihr Auftritt, Al Mundy auf. Im Jahr zuvor (1955) heiratete sie den deutlich älteren Filmproduzenten Felix Jackson, einen gebürtigen Hamburger, der sie für ihr zweites Debüt, einer Studio One-Produktion, verpflichtet hatte. Nebenbei betätigte sich Ilka Windisch auch als Fotomodell und gab Schönheitstipps. Nach einer wenig auffälligen Darstellerkarriere in Hollywood beendete Ilka Windis(c)h 1972 ihre Laufbahn und zog sich ins Privatleben zurück.

## Filmografie
- 1950: Den Morgen wirst du nicht erleben
- 1951: The Magic Face
- 1952: Frühlingsstimmen
- 1952: Knall und Fall als Detektive
- 1952: Nicht die Zeit für Blumen (No Time for Flowers)
- 1953: Flucht ins Schilf
- 1955: Studio One: Passage of Arms
- 1959: The Third Man: The Man who died twice
- 1959: Playhouse 90: The Killers of Mussolini
- 1960–62: Checkmate (Zwei Folgen)
- 1960: Die Unbestechlichen: The Purple Gang
- 1961: Thriller: Dark Legacy
- 1961: Follow the Sun: A Rage for Justice
- 1962: Target: The Corruptors!: My Native Land
- 1962: Taras Bulba
- 1963: Empire: Arrow in the Sky
- 1963: Bonanza: A Question of Strength
- 1965: Many Happy Returns: Big White Lie
- 1965: Kraft Suspense Theatre: The Easter Breach
- 1965–68: Rauchende Colts (Zwei Folgen)
- 1967: Erpressung durch Scorpio (The Scorpio Letters)
- 1968: Ihr Auftritt, Al Mundy: A Very Warm Reception
- 1968: The Smugglers
- 1971: Vanished
- 1972: The Bold Ones: The New Doctors: Short Flight to a Distant Star
- 1972: All My Darling Dauhters